# Jiří Jonáš
Jiří Jonáš (17. května 1928, Praha –  5. února 2012, Praha) byl český volejbalista, který reprezentoval Československo. S jeho reprezentací získal titul mistra Evropy v roce 1955. Má též stříbro z mistrovství světa 1952 a taktéž stříbro z mistrovství Evropy 1950. Za národní tým nastupoval v letech 1950–1957. Hrál za kluby SK Prosek, Sokol ČKD Vysočany, ATK Praha, Spartak ČKD Stalingrad a RH Praha. S ATK získal dva tituly mistra Československa (1950, 1951). Po skončení hráčské kariéry se věnoval trénování, v letech 1963–1965 vedl mužský tým Sparty (tehdy Spartak ČKD Sokolovo), který přivedl do nejvyšší soutěže a v další sezóně s ním zase sestoupil. Poté trénoval mládež a věnoval se funkcionářské činnosti na ČSTV. Jako mnoho jiných hráčů jeho generace s volejbalem začínal v trampské osadě. Měl přezdívku Jondy.